# 安川雄之助
安川 雄之助（やすかわ ゆうのすけ、1870年5月4日（明治3年4月4日） - 1944年（昭和19年）2月13日）は日本の実業家。東洋拓殖総裁、三井合名会社理事。

## 略歴・人物
1870年（明治3年）4月4日、京都府南桑田郡篠村（現・亀岡市）に生まれる。第三高等学校に入学するも、大阪商業学校（大阪市立天王寺商業高等学校および大阪市立大学の前身）に転じ、1890年（明治23年）に卒業する。卒業後、三井物産に入社し、天津支店長、満洲営業部長、大連支店長を経て、1914年（大正3年）に本店営業部長となる。1918年（大正7年）に取締役、同年さらに南条金雄、武村貞一郎とともに常務取締役となり、1924年（大正13年）に筆頭常務に就任する。「カミソリ安」「物産の安川」「三井のムッソリニー」といわれ、製造部門への進出による東洋レーヨン、三機工業などの設立や外国間貿易の積極化によって三井物産の発展に貢献し、三井合名会社理事に就任する。また、1926年東洋レーヨン初代会長・1928年日本製粉会長などを歴任する。しかし、営利に徹した姿勢が批判され、財閥批判に対応した三井合名常務理事池田成彬が断行した三井改革の過程で1934年（昭和9年）に三井物産を退く。その後、1936年（昭和11年）に東洋拓殖総裁に就任する。

## 著書
- 『我が海外貿易と日支経済関係』（白岩竜平との共著）国際聯盟協会、1928年
- 『産業貿易観』千倉書房、1934年